# Tangshi (socken i Kina, lat 27,50, long 113,13)
Tangshi (kinesiska: 堂市, 堂市乡) är en socken i Kina. Den ligger i provinsen Hunan, i den södra delen av landet, omkring 79 kilometer söder om provinshuvudstaden Changsha. Antalet invånare är 20074. Befolkningen består av 9 500 kvinnor och 10 574 män. Barn under 15 år utgör 14,0 %, vuxna 15-64 år 72 %, och äldre över 65 år 13,0 %.
Genomsnittlig årsnederbörd är 1 859 millimeter. Den regnigaste månaden är maj, med i genomsnitt 295 mm nederbörd, och den torraste är oktober, med 29 mm nederbörd.